# Organisation mondiale contre la torture
 (septembre 2007).
Si vous disposez d'ouvrages ou d'articles de référence ou si vous connaissez des sites web de qualité traitant du thème abordé ici, merci de compléter l'article en donnant les références utiles à sa vérifiabilité et en les liant à la section « Notes et références ».
L'Organisation mondiale contre la torture (OMCT) est une coalition internationale d’organisations non gouvernementales créée en 1985 à Genève.

## But et organisation
Son but principal est de lutter contre les détentions arbitraires, la torture, les exécutions sommaires et extrajudiciaires, les disparitions forcées et tout autre traitement cruel, inhumain ou dégradant. Son réseau est constitué de 282 organisations locales, nationales et régionales, basées dans le monde entier.
Le Secrétariat international de l'OMCT est basé à Genève. Il fournit une assistance individualisée médicale, juridique et/ou sociale à des centaines de victimes[réf. nécessaire] de la torture et diffuse chaque jour[réf. nécessaire] des appels urgents dans le monde entier[réf. nécessaire], en vue de protéger les individus et de lutter contre l’impunité. Des programmes spécifiques permettent d’apporter un soutien à certaines catégories particulièrement vulnérables comme les femmes, les enfants et les défenseurs des droits de l'homme[réf. nécessaire]. Dans le cadre de ses activités, l’OMCT soumet également des communications individuelles et des rapports alternatifs aux mécanismes des Nations unies, lors des sessions du Conseil des droits de l'homme des Nations unies ou des comités instaurés par les traités spécifiques de l'ONU.
L'OMCT publie des guides pratiques conçus comme des outils d'action directe afin de répondre aux besoins d'une personne cherchant à utiliser les mécanismes internationaux et les corps de traités onusiens pour combattre des cas précis de torture.
L’OMCT jouit du statut consultatif auprès des institutions suivantes : le Conseil économique et social des Nations unies, l'Organisation internationale du travail, la Commission africaine des droits de l’homme et des peuples, l’Organisation internationale de la francophonie et le Conseil de l'Europe.